# ديفيد هولينغسوررث
ديفيد هولينغسوررث هو محامي وسياسي أمريكي، ولد في 21 نوفمبر 1844 في بيلمونت في الولايات المتحدة، وتوفي في 3 ديسمبر 1929 في كاديز في الولايات المتحدة. نشط حزبياً في الحزب الجمهوري. وقد انتخب مجلس شيوخ أوهايو وانتخب Ohio Attorney General ‏ وانتخب عضو مجلس النواب الأمريكي ‏.